# Albina Chamitowna Achatowa
Albina Chamitowna Achatowa (russisch Альбина Хамитовна Ахатова, Albina Xəmit qızı Axatova, tatarisch Альбина Хәмит кызы Ахатова; * 13. November 1976 in Nikolsk in der Oblast Wologda) ist eine ehemalige russische Biathletin.

## Karriere

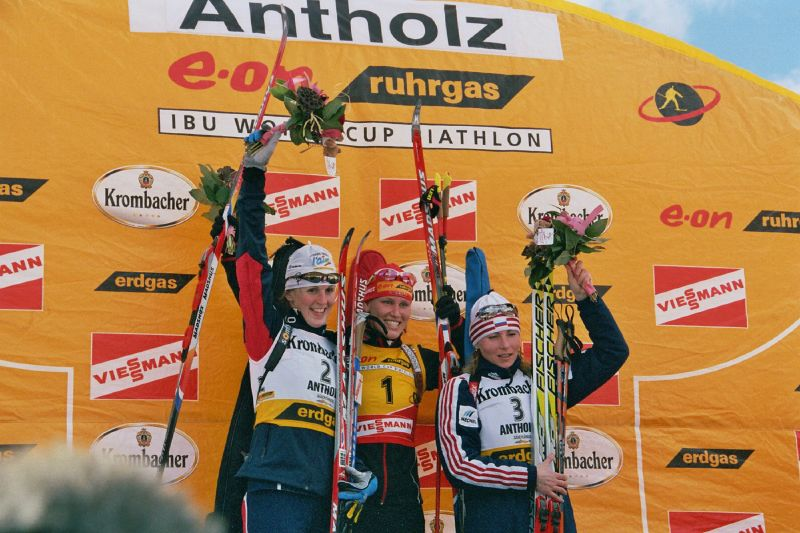
Albina Achatowa (rechts) mit Kati Wilhelm (Mitte) und Sandrine Bailly während des Biathlon-Weltcup 2005/2006 in Antholz.

Achatowa lebt in Labytnangi, 1993 begann sie mit dem Biathlon.
Albina Achatowa gewann bei Olympischen Winterspielen bisher fünf Medaillen, drei davon bei den Olympischen Winterspielen 2006 in Turin. Ihr größter Erfolg war dabei der Gewinn der Goldmedaille im Staffelrennen.
Auch bei Biathlon-Weltmeisterschaften war Albina Achatowa erfolgreich, sie gewann insgesamt acht Medaillen, davon viermal Gold. Dreimal war sie mit russischen Staffeln oder Mannschaften erfolgreich, bei den Weltmeisterschaften 2003 in Chanty-Mansijsk triumphierte sie außerdem im Massenstart.
In der Saison 2006/07 nahm sie wegen ihrer Schwangerschaft an keinen Weltcuprennen teil. Am 24. Dezember 2006 brachte sie ihren Sohn Leonid zur Welt und trainierte seit dem Sommer 2007 wieder mit der russischen Mannschaft. Im Januar 2008 trat sie beim Weltcup in Ruhpolding erstmals nach ihrer Schwangerschaft wieder an und holte bei den Weltmeisterschaften in Östersund im Sprint die Silbermedaille und Bronze im Verfolgungsrennen. Eine ihr am 5. Dezember 2008 entnommene Dopingprobe überführte sie nahezu gleichzeitig mit Dmitri Jaroschenko und Jekaterina Jurjewa des Dopings mit EPO, sie wurde im Februar 2009 vorläufig und im August desselben Jahres endgültig für zwei Jahre gesperrt; die Sperre endete am 5. Dezember 2010.
Auch nach Ablauf ihrer Sperre trat Achatova nicht mehr bei internationalen Biathlon-Wettbewerben an.

## Biathlon-Weltcup-Platzierungen
Die Tabelle zeigt alle Platzierungen (je nach Austragungsjahr einschließlich Olympische Spiele und Weltmeisterschaften).
- 1.–3. Platz: Anzahl der Podiumsplatzierungen
- Top 10: Anzahl der Platzierungen unter den ersten zehn (einschließlich Podium)
- Punkteränge: Anzahl der Platzierungen innerhalb der Punkteränge (einschließlich Podium und Top 10)
- Starts: Anzahl gelaufener Rennen in der jeweiligen Disziplin

| Platzierung                                     | Einzel | Sprint | Verfolgung | Massenstart | Staffel | Gesamt |
| ----------------------------------------------- | ------ | ------ | ---------- | ----------- | ------- | ------ |
| 1. Platz                                        |        |        |            | 2           | 12      | 14     |
| 2. Platz                                        | 3      | 4      | 1          |             | 11      | 19     |
| 3. Platz                                        | 2      | 3      | 5          |             | 5       | 15     |
| Top 10                                          | 16     | 24     | 27         | 7           | 31      | 105    |
| Punkteränge                                     | 24     | 56     | 49         | 18          | 31      | 178    |
| Starts                                          | 28     | 69     | 56         | 19          | 31      | 203    |
| Stand: Ende der Saison 2007/2008, 17. März 2008 |        |        |            |             |         |        |